# Carlos Mejía (ur. 2000)
Carlos Adonys Mejía Estrada (ur. 19 lutego 2000 w La Ceiba) – honduraski piłkarz występujący na pozycji lewego skrzydłowego, od 2021 roku zawodnik Motagui.